# Pierre Dahlander
Lars Robert Pierre Dahlander, född 14 september 1952 i Västra Skrävlinge i Skåne, är en svensk skådespelare.

## Filmografi
- 1981 – Babels hus (TV-serie)
- 1984 – Vargen
- 1985 – Uppdraget
- 1985 – August Palms äventyr (TV-serie)
- 1988 – Kuriren (TV-serie)
- 1990 – Smash (TV-serie)
- 1997 – Snoken (TV-serie)
- 1997 – Chock 5 – Helljus
- 1998 – Förhörsledarna
- 2002 – Den 5:e kvinnan (TV-serie)
- 2003 – Bank für alle (TV-serie)
- 2006 – Legion
- 2006 – Sök
- 2017 – Jordskott (TV-serie)
- 2018 – Uppsalakidnappning

## Teater

### Roller (ej komplett)
| År   | Roll    | Produktion                                                                 | Regi            | Teater                 |
| ---- | ------- | -------------------------------------------------------------------------- | --------------- | ---------------------- |
| 1980 | Junior  | Fabriksflickorna, makten och härligheten Margareta Garpe och Suzanne Osten | Suzanne Osten   | Stockholms stadsteater |
| 1983 |         | Sköna Helena Jacques Offenbach, Henri Meilhac och Ludovic Halévy           | Olof Willgren   | Fria Proteatern        |
| 1985 |         | Spökhotellet Georges Feydeau                                               | Peter Dalle     | Reginateatern          |
| 1986 | Skorpan | Bröderna Lejonhjärta Astrid Lindgren                                       | Roland Klockare | Örebro länsteater      |

### Fotnoter
1. ↑  ”Pierre Dahlander”. Svensk Filmdatabas. http://www.sfi.se/sv/svensk-filmdatabas/Item/?type=PERSON&itemid=176662&ref=%2ftemplates%2fSwedishFilmSearchResult.aspx%3fid%3d1225%26epslanguage%3dsv%26searchword%3dPierre+Dahlander%26type%3dPerson%26match%3dBegin%26page%3d1%26prom%3dFalse. Läst 20 februari 2013.
2. ↑  Susanne Marko (13 februari 1983). ”'Sköna Helena' svämmar över”. Dagens Nyheter:  s. 16. http://arkivet.dn.se/tidning/1983-02-13/42/16. Läst 16 september 2017.
3. ↑  Peter Ferm (7 juli 1985). ”En sympatisk ton”. Dagens Nyheter:  s. 15. https://arkivet.dn.se/tidning/1985-07-07/181/15. Läst 7 maj 2019.
4. ↑  Elisabeth Södernson (30 september 1986). ”'Bröderna Lejonhjärta' i Örebro: Vacker och generös uppsättning”. Svenska Dagbladet:  s. 15. https://www.svd.se/arkiv/1986-09-30/15. Läst 9 mars 2018.